# Fengping
Fengping léase Feng-Píng (en chino:风平镇, pinyin:Fēngpíng zhèn) es un poblado del distrito Mangshi bajo la administración directa de la ciudad-prefectura de Dehong. Se ubica al este de la provincia de Yunnan, sur de la República Popular China. Su área es de 394 km² y su población total para 2016 fue +70 mil habitantes.

## Administración
El poblado de Fengping se divide en 12 localidades que se administran en 1 comunidad y 11 aldeas